# Crime organisé

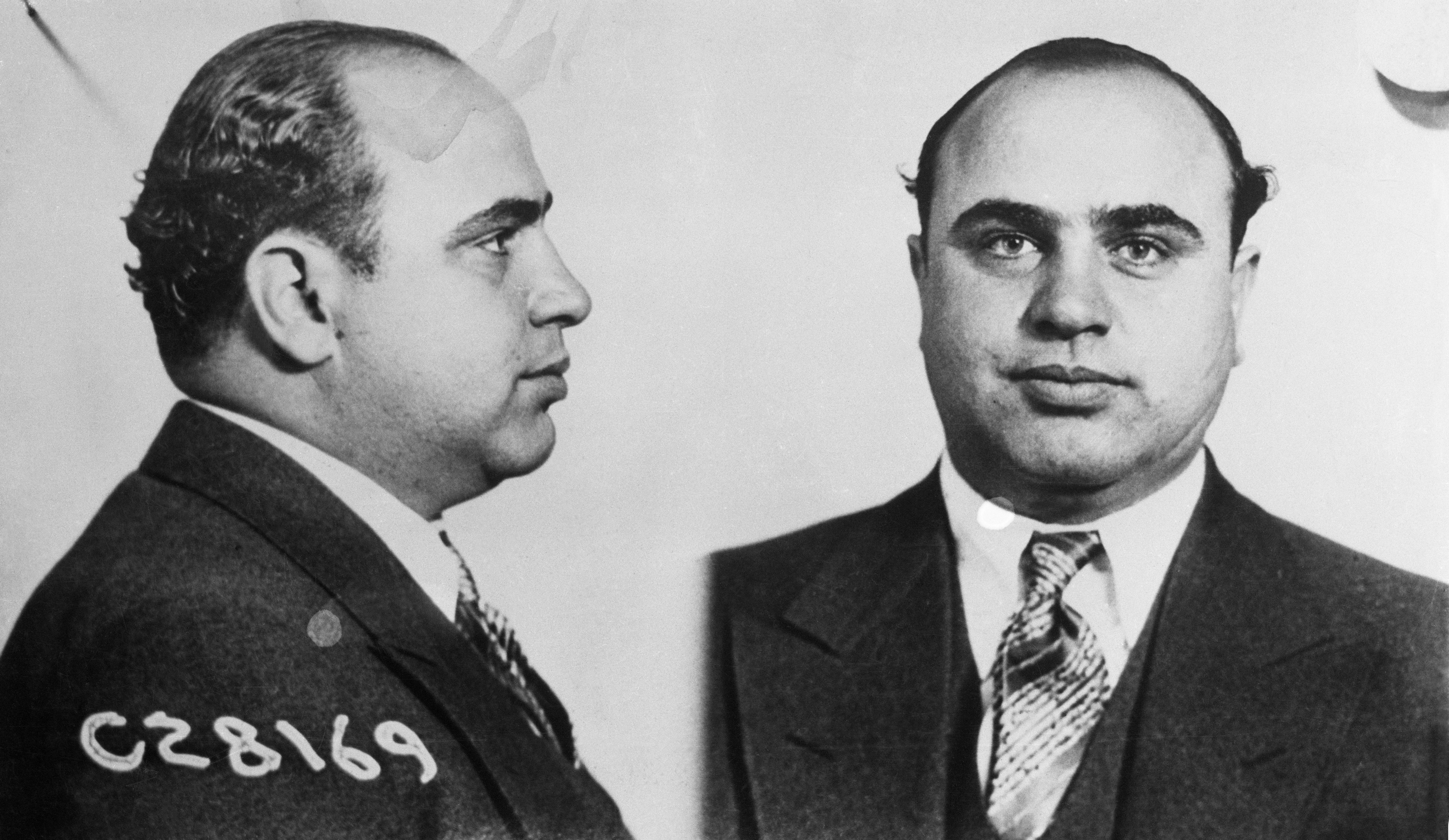
Al Capone, figure archétypique du crime organisé des années 1920, n'est plus représentatif de nouvelles formes de criminalité, plus internationale, industrielle et commerciale ou informatique, et pour partie dite « en cols blancs ». Deux points communs à toutes les formes du crime organisé restent sans doute un lien caché à l'argent et au pouvoir, illégalement gagnés, détournés ou accumulés.

Le crime organisé désigne l’ensemble des structures humaines illégales qui sont chacune dirigées par une seule ou quelques personnes, et dont le but est d’engranger les profits illicites les plus importants possible, dans les domaines les plus propices à leurs opérations.

## Éléments de définition

### Droit international
Il existe au moins deux définitions internationalement reconnues de l'organisation criminelle :
1. Pour le Conseil de l'Union européenne (en 1998), il s'agit d'une « association structurée, de plus de deux personnes, établie dans le temps, et agissant de façon concertée en vue de commettre des infractions punissables d’une peine privative de liberté ou d’une mesure de sûreté privative de liberté d’un minimum d’au moins quatre ans ou d’une peine plus grave, que ces infractions constituent une fin en soi ou un moyen pour obtenir des avantages patrimoniaux et, le cas échéant, influencer indûment le fonctionnement d’autorités publiques »[1] ;
2. Pour la Convention de Palerme (2000), il s'agit d'« un groupe structuré de trois personnes ou plus existant depuis un certain temps et agissant de concert en vue de commettre une ou plusieurs infractions graves, ou infractions établies conformément à la présente Convention, pour en retirer un avantage financier ou un autre avantage matériel »[2].

### Droit par pays

#### Canada
Le Code criminel du Canada ne contient pas de définition du terme « crime organisé », mais par contre, il contient une définition du terme connexe d'organisation criminelle, laquelle définition est utilisée dans les poursuites pénales contre les acteurs du crime organisé :

« Organisation criminelle 
Groupe, quel qu’en soit le mode d’organisation :
a) composé d’au moins trois personnes se trouvant au Canada ou à l’étranger;
b) dont un des objets principaux ou une des activités principales est de commettre ou de faciliter une ou plusieurs infractions graves qui, si elles étaient commises, pourraient lui procurer — ou procurer à une personne qui en fait partie — , directement ou indirectement, un avantage matériel, notamment financier. »

## Le crime organisé à travers le monde
Suivant leur origine, les organisations criminelles portent différents noms :
- le Cartel (Afghanistan, Colombie, Mexique) ;
- la Mafia (Italie) et particulièrement : la Cosa nostra (Sicile), la Camorra (Campanie), la 'Ndrangheta (Calabre), la Sacra corona unita (Pouilles) et quelques groupes moins visibles ;
- le Milieu et le crime organisé corse (France) ;
- l'Organizatsiya (Russie) ;
- les Triades (Chine, Hong Kong) ;
- les Yakuzas (Japon, Corée) ;
- la Yiddish Connection, la « mafia juive » (Israël) ;
- la Mocro Maffia (Pays-Bas, Belgique), (Maroc) ;
- les cults (Nigeria et diaspora) ;
- les gangs (International).

La plupart de ces organisations peuvent opérer en dehors de leur région d'origine. C'est ainsi que la mafia s'est durablement installée aux États-Unis durant les années 1920. On parle dès lors de criminalité transnationale.

### En Europe
Selon un rapport (2024) d'Europol, titré Décoder les réseaux criminels les plus menaçants de l'UE, le crime organisé est « une menace majeure pour la sécurité intérieure » de l'Union européenne. Europol note que 34 % d'entre eux « sont actifs depuis plus de dix ans, capables de maintenir leur influence et leur pouvoir, même si leurs dirigeants et leurs membres sont détenus »,.
Ce rapport dresse une cartographie de ce qu'on sait d'environ 821 organisations criminelles jugées les plus menaçantes dans l'Union européenne et pour l'Union européenne (modes d'organisation, types et lieux d'activités, degré de contrôle territorial…), présentes en 2024 en Europe, avec un total d'environ 25 000 membres a minima.
- 86 % ont une façade commerciale légale (via des créations d'entreprises légitimes cachant leurs activités criminelles, et facilitant le blanchiment d'argent (96 % de l'argent du crime serait ainsi blanchi par les organisations criminelles elles-mêmes, qui pour 68 % recourent à la violence et/ou à l'intimidation, et pour 71 % utilisent la corruption pour atteindre leurs buts ou pour entraver l'application de la loi ou diverses procédures judiciaires.
- Ces groupes actuellement actifs en Europe sont principalement originaires d'Albanie, de Belgique, de France, d'Allemagne et d'Italie et pour la moitié environ, ils vivent surtout du trafic de drogue, souvent alors basés en Belgique, en Allemagne, en Italie, aux Pays-Bas, en Espagne, en Albanie et au Royaume-Uni, ainsi que dans plusieurs pays d'Amérique latine pour leur approvisionnement et/ou leur commerce. 68 % des organisations criminelles opérant en Europe ont des membres de nationalités différentes (112 nationalités répertoriées par Europol) ; tous opèrent dans plusieurs pays (deux à sept pays) dans 76 % des cas, et plus de sept pays pour les autres[4].
- 82 % de ces groupes criminels ont une spécialité criminelle et des activités secondaires. Derrière le trafic de drogue, viennent la fraude en ligne (50 organisations), le trafic de migrants (48), les cambriolages ou vols organisés (33), le vol de véhicules (19), et aussi le trafic d'êtres humains à des fins d'exploitation sexuelle (18)[4].

Selon Catherine De Bolle (directrice d'Europol) : « Les criminels évoluent dans le secret, mais nous sommes en train de changer les choses. Ce rapport d'Europol est l'étude la plus exhaustive sur les principaux réseaux criminels jamais entreprise au niveau européen par les forces de l'ordre. Grâce à la collaboration de tous les États membres de l'UE et de 17 pays partenaires d'Europol, nous levons le voile sur les activités des réseaux criminels les plus menaçants de l'UE. Ces données, désormais centralisées par Europol, conféreront aux forces de l'ordre l'avantage dont elles ont besoin pour mieux cibler et mener les enquêtes criminelles transfrontalières » ; le commissaire européen à la Justice ajoutant : « la Commission soutiendra les propositions en faveur d'un nouveau réseau judiciaire de l'UE, rattaché à Eurojust, qui se concentrera sur la criminalité organisée, y compris sur les cibles de haut niveau ».
En France, quelques jours plus tard (le 14 mai 2024), la commission d'enquête sur l'impact du narcotrafic en France et les mesures à prendre pour y remédier (créée en 2023) rend son rapport.

## L'économie criminelle
Il est par définition difficile d'évaluer les gains et les pertes d'une économie cachée, mais il est évident que différents trafics (narcotiques en particulier) mettent en jeu des sommes considérables.

### Des entreprises presque comme les autres
Les organisations criminelles fonctionnent désormais comme des entreprises tournées vers le profit. Il y a là une nette évolution, puisque, jusqu'à la Seconde Guerre mondiale, la mafia sicilienne privilégiait le contrôle de la société et du territoire. Le parrain est désormais un boss, ce qui va de pair avec une violence accrue.
Qu'il s'agisse de trafic de stupéfiants, d'armes, de fausse monnaie, d'êtres humains (enfants, immigration clandestine, prostitution, etc.), d'organes humains ou d'espèces protégées, les organisations criminelles tirent profit de l'illégalité même de leurs trafics, qui leur permet d'organiser la rareté, d'asseoir leur monopole par la violence ou d'autres moyens sur un marché soustrait au droit, tout en laissant de simples sous-fifres assumer les risques[réf. nécessaire]. La majorité des fraudes aux subventions de l'Union européenne (estimée parfois à plus de 8 milliards d'euros par an) est également le fait du crime organisé, comme le détournement de l'aide au développement ou de l'aide humanitaire[réf. nécessaire]. Dans le Mezzogiorno italien, les mafias ont décuplé leurs profits dans les années 1970 grâce aux détournements de subventions de l'État italien.

### L'interpénétration des deux économies
Les organisations criminelles ont suivi le mouvement de mondialisation. Tout en tirant profit des frontières qui ralentissent encore les enquêtes et protègent des poursuites, l'économie criminelle prospère grâce à la déréglementation et au relâchement des contrôles (libéralisme ; absence de contrôle de l'État dans le tiers monde et l'ex-Union soviétique). L'économie de régions et de pays entiers se voit contrôlée par des organisations criminelles, qui se sont substituées à l'État, ou l'ont pénétré. Des organisations révolutionnaires glissent de la guérilla à la criminalité organisée. Les capitaux issus de l'économie illégale circulent sans entrave, tandis que les banquiers s'abritent derrière le secret bancaire[réf. nécessaire]. Elles mêlent sans difficulté les filières illicites à des activités légales, en particulier les marchés financiers, note Jean de Maillard. Blanchiment et trafics ne sauraient d'ailleurs se dérouler sans un minimum de complicité, consciente ou non, de la part des acteurs de l'économie légale. Il faut bien affréter les navires qui transportent les clandestins ou encore les avions qui transportent la drogue entre la Colombie et le nord du Mexique. Les Colombiens, rappelle Jean-François Boyer, ont ainsi acheté à La Rochelle des dizaines de catamarans. L'industriel, écrit Maillard, l'avocat, le banquier, l'assureur, le policier, le fonctionnaire qui mettent leur savoir, leur pratique ou leur pouvoir au service des mafias sont des « criminels à temps partiel ». C'est au travers de leur exercice professionnel qu'ils basculent dans la délinquance, et non pas en s'en écartant. Le chiffre d'affaires du crime rémunère toutes ces prestations indispensables. Ainsi se développe une culture de corruption qui fait vaciller toute une société.
Les organisations criminelles ne se contentent pas de mettre en œuvre des activités de façade. Elles intègrent activités illégales et légales. Comme au Japon, où vingt-quatre mille affaires seraient sous contrôle du yakuza[réf. nécessaire], les membres des organisations criminelles mettent leurs méthodes au service de leurs activités légales : Pino Arlacchi explique qu'ils découragent la concurrence par la violence, compriment les salaires. Leurs ressources financières occultes leur confèrent également un avantage décisif sur les concurrents[réf. nécessaire]. En Russie, 55 % du capital des entreprises privatisées appartiendraient aux membres d'une organisation criminelle.[réf. nécessaire]

### Activité financière
Contrairement à la criminalité individuelle ou aux simples gangs, les réseaux criminels sécrètent une forte accumulation de capitaux qui ne peuvent plus être absorbés par la seule économie criminelle. Le blanchiment de l'argent ne sert d'ailleurs pas tant à le réintégrer dans l'économie légale qu'à le soustraire aux investigations[réf. nécessaire]. Isabelle Sommier considère que cette nouvelle stratégie se dessine à la charnière des années 1970 et 1980. Entre 1977 et 1998, ce sont plus de mille huit cents milliards de dollars qui ont disparu des comptabilités nationales[réf. nécessaire]. L'économie légale dépend désormais de ces capitaux[réf. nécessaire]. Le système financier est en effet en quête permanente de capitaux nomades : les narcodollars ont en quelque sorte pris la place des pétrodollars[réf. nécessaire]. Comme le montrent le cas des paradis fiscaux et des zones franches des pays industrialisés, la question criminelle et la question financière sont désormais indiscernables. Maillard pointe le cas du Japon. En refusant toute perte financière et en bloquant le recouvrement des créances, les yakuzas ont conduit à leur chute la grande maison de titres Nomura et la banque Dai Ichi.
Il est difficile d'estimer le chiffre d'affaires d'une activité criminelle, et donc occulte, ou encore le produit criminel brut mondial. Le FMI propose pour estimer le chiffre d'affaires annuel des activités criminelles dans le monde une fourchette de 700 à 1 000 milliards de dollars, soit trois fois le budget de la France en 1996. Maillard estime le seul chiffre d'affaires de la drogue à 400 milliards de dollars, dont 180 servent à rémunérer les trafiquants et les professionnels de la sphère légale. Restent 220 milliards qui représentent le profit net des organisations criminelles.
L'estimation est plus difficile en ce qui concerne les autres activités criminelles. Il estime néanmoins que 320 milliards de dollars de profits constitue un chiffre minimum, auquel il faut encore ajouter 160 milliards encaissés par les complices de la société légale. En outre, les revenus du crime organisé provenant de la sphère légale ne font qu'augmenter[réf. nécessaire]. Pino Arlacchi estime à 1 milliard de dollars par jour le montant des profits criminels injectés dans les marchés financiers du monde entier.

## Le crime organisé et l'environnement
Dans les années 2000 et 2010, via des activités aussi variées que le commerce et l'industrie du pétrole et de l'armement et le trafic d'armes, l'orpaillage illégal, les cultures, la transformation et le commerce de drogues, le commerce issu de la pêche illégale (qui contribue à la surpêche), le trafic d'espèces protégées et exotiques ou encore, depuis peu via le commerce illégal du bois, et en Afrique du charbon de bois qui contribue à renforcer et accélérer la déforestation illégale, le trafic de déchets et notamment de déchets toxiques ou radioactifs, le trafic d'or et d'autres métaux ou minéraux précieux (diamant, rubis...), pétrole, gaz, foncier agricoles et forestiers, eau, gibier et produits agricoles, cigarettes et médicaments, y compris via des flux commerciaux effectués en violation des sanctions des Nations unies selon l'organisation internationale de police criminelle Interpol, « le crime organisé transnational est devenu une menace qui pèse lourdement sur l'environnement et un problème qui demande une réponse légale internationale forte, efficace et innovante, et ce afin de protéger les ressources naturelles, de lutter contre la corruption et la violence liée à ce type d'activité qui peut également affecter la stabilité et la sécurité d'un pays ». L'achat puis la revente de ressources environnementales (dont hydrocarbures fossiles, forêts, ressources touristiques, etc.) comptent parmi les moyens de blanchiment de l'argent sale. Ils se font généralement avec conjointement une augmentation de la corruption, des fraudes et les vols, des meurtres au détriment notamment des peuples autochtones.
Pour mieux identifier, classer, hiérarchiser et punir les crimes et atteintes à l'environnement, Interpol a mis en place, outre un formulaire « Environmental Crime », un système de formulaires dits « écomessages » permettant de communiquer des données dans un format standard, via des liaisons sécurisées (à chaque étape de transmission) et avec copie de chaque message transmise au Secrétariat général d’Interpol, pour permettre, via les bases de données d'Interpol sur le « crime environnemental » organisé, d'éventuels rapprochements avec d’autres informations. Les « écomessages » proviennent des services de polices et sont destinés à d'autres services de polices, mais sont aussi ouverts à toutes les « autorités désignées jouissant de pouvoirs d'enquête, telles que les services chargés de la protection de l'environnement ou les autorités chargées de la protection des espèces sauvages ». S'il s'agit d'informations sensibles obtenues dans le cadre d’une enquête, les fonctionnaires doivent suivre une procédure de transmission par voie hiérarchique devant passer par l'« unité nationale chargée du renseignement » pour Interpol qui remplira et transmettra l'écomessage au Bureau central national d'Interpol qui le transmettra aux Bureaux centraux nationaux des pays concernés via son système de communication sécurisée, avec copie au Secrétariat général d'Interpol à fin d'enregistrement dans la base de données mondiale de l'organisation. Interpol encourage « le public à contacter les services nationaux chargés de l’application de la loi (police, douanes ou services chargés de la lutte contre les atteintes à l’environnement) s’ils détiennent des informations sensibles et souhaitent aider aux enquêtes grâce au système d'écomessage ».
En 2018, Interpol, l'ONG « Global initiative against transnational organized crime » et l'ONG norvégienne RHIPTO (un centre de collaboration norvégien des Nations-Unies) publient un rapport intitulé L'Atlas mondial des flux financiers illicites (publié le 26 sept 2018), montrant que dans les zones de conflits, ce n'est plus le trafic de drogue ou d’arme qui est la première source de financement des mafias internationales, des groupes rebelles et terroristes ; ce sont les trafics et taxations illégales de ressources naturelles. Leur première ressource est devenu le trafic d’humains (réfugiés, migrants climatiques…), de ressources naturelles et le « crime environnemental » via l’exploitation illégale et le racket appliqué à ces ressources. Il y a plusieurs décennies que des ONG environnementales alertent sur ces questions (braconnage et exploitation de l’or et d’autres métaux et minéraux précieux), mais le phénomène prend des proportions sans précédent. La protection de l’environnement et des ressources naturelles implique donc aussi de lutter contre le crime organisé confirment les auteurs du rapport qui identifient plus de 1 000 itinéraires de contrebande et d’autres flux illicites, se superposant souvent aux routes commerciales,.
Du 4 au 6 septembre 2018, à Lyon, Interpol a organisé une « Conférence mondiale sur la criminalité forestière », réunissant près de 200 experts des forces de l’ordre, de l’industrie du bois, d'institutions financières et d'ONG, venus de 51 pays membres d’INTERPOL, avec plusieurs organismes onusiens, pour mieux détecter et combattre le bois illégal dans la chaîne d'approvisionnement mondiale, grâce aux progrès de technologies dédiées. Le premier Conseil d’administration du Groupe de travail sur la criminalité forestière y a été lancé (des pays africains, américains, asiatiques et européens y sont représentés).

## Le crime organisé en quelques chiffres
- En 2017 les talibans afghans (40 000 personnes environ) ont perçu de 75 à 95 millions de dollars venant de taxation des drogues, de foncier et de produits agricoles. Mi-2017, le groupe État Islamique prélevait ainsi 10 millions de dollars/mois. C’est bien moins que les « 549 millions à 1,6 milliard de 2014, mais il est vraisemblable que le groupe dispose de réserves considérables (d'une taille inconnue) »[13],[17],[19].
- Vers 2015-2018 dans les zones de conflit, sur les 31,5 milliards/an de dollars illégalement acquis, 96 % le sont par des groupes criminels organisés « dont certains sont étroitement liés aux élites politiques », et cet argent contribue à durablement alimenter des conflits violents, contre l’État de droit et la paix notamment en Afrique, au Moyen-Orient et dans les Amériques[13],[17].
- Vers 2015-2018 , le crime organisé et les groupes armés non-étatiques pillent ou taxent l’environnement dans les zones de conflits pour au moins 31 milliards de dollars/an (38 % des fonds des groupes armés non-étatiques engagés dans des conflits), devant la drogue (28 %) et le racket organisé (taxes illégales), les extorsions, vols et pillages : 26 %), les donations comptant pour 3 %, de même que les rançons après enlèvements (3 %). Le trafic d’antiquité comptant pour 1 % environ[13],[17]. Et 7 groupes extrémistes d’insurgés et de terroristes les plus importants prélèvent ainsi environ 1,1 milliard de dollars/an[13],[17].
- Vers 2015-2018, en Afrique, le groupe terroriste somalien Al-Shabaab s’était spécialisé dans le contrôle du commerce du charbon de bois (20 millions de dollars/an de racket) .

- 3 600 organisations criminelles en activité sur le territoire communautaire.
- 290 milliards de pertes annuelles causées dans le monde par la cybercriminalité.
- 5 % du PIB mondial serait porté par la corruption, selon la Banque Mondiale, soit 2 600 milliards de dollars US. Le coût de la corruption en UE est évalué par la Commission à 120 milliards d’euros par an, soit 1 % du PIB de l’Union.
- 3,6 % du PIB mondial liées aux activités illégales selon les Nations Unies et 2,7 % du PIB mondial aux flux de capitaux issus du blanchiment d’argent.

## Lutte contre le crime organisé
En matière de lutte contre le crime organisé, le renseignement criminel joue un rôle important à trois niveaux : stratégique, tactique et opérationnel.
- Au niveau stratégique, le renseignement issu d'un diagnostic complet et pertinent, permet l'analyse contextuelle des flux criminels, des organisations et des territoires criminels.
- Au niveau tactique, le renseignement criminel, basé sur une analyse des données disponibles et sur la mise en œuvre de programmes de recherche d'informations ciblés sur l'objectif, apporte une réponse concrète à l'initialisation d'enquête en complétant l'image précise d'une organisation criminelle.
- Au niveau opérationnel, la recherche du renseignement criminel permet de cibler les interventions et de démontrer l'existence d'une structure criminelle organisée où le rôle de chaque suspect apparaît clairement et où les contre-stratégies peuvent être désamorcées.

L'un des leviers importants est financier. Il existe en France depuis 2010 une Agence de gestion et de recouvrement des avoirs saisis et confisqués (Agrasc). À la suite du rapport parlementaire de 2019 sur la mission de cette agence, la loi Warsmann du 24 juin 2024 a renforcé les possibilités de saisies et de confiscations d'avoirs criminels, avec notamment une confiscation automatique de certains biens saisis (ceux qui sont l'objet, le produit ou l'instrument de l'infraction ; « Le parquet et les juges, quel que soit le stade de la procédure, pourront prononcer la confiscation du produit de l'infraction, y compris en cas de classement sans suite, de non-lieu, de relaxe ou d'acquittement. Par exemple en cas de décès de la personne mise en cause, il n'est pas envisageable de restituer le produit de l'infraction à ses héritiers […] La peine complémentaire de confiscation générale du patrimoine est étendue aux infractions de corruption et trafic d'influence passifs et actifs punies de 10 ans de prison. Une telle peine, particulièrement dissuasive, permettra aux juridictions de prononcer la confiscation de l'entier patrimoine du condamné […] La loi ajoute à la CJIP un troisième type d'obligation : le dessaisissement au profit de l'État de tout ou partie des biens saisis dans le cadre de la procédure. En effet, aujourd'hui, lorsque des biens ont été saisis au cours de l'enquête ou de l'instruction, ils sont restitués pour payer l'amende fixée par la CJIP. Le texte instaure la même obligation de dessaisissement pour les CJIP dites environnementales, dans le cadre de délits prévus par le code de l'environnement », commente le site Vie-publique.fr). Ceci facilitera l'action des enquêteurs, des juges et de l'Agrasc. En 2023, plus de 1,4 milliard d'euros (+ 87 % sur un an) avaient été saisis, et 175,5 millions d'euros confisqués, ce qui restait modeste au vu par exemple du seul « chiffre d'affaires » du narcotrafic en France estimé à 3,5 milliards d'euros par an au moins. Certains des biens mobiliers saisis peuvent être gratuitement confiés aux services judiciaires, de police et de gendarmerie (prioritaires) ; à l'Office français de la biodiversité (OFB) ; aux services du budget effectuant des missions de police judiciaire, et depuis la mi-2024 aux services déconcentrés de l'administration pénitentiaire et à l'Agrasc. De plus, l'indemnisation des victimes pourra plus facilement et plus largement se faire en profitant de biens confisqués… En outre, la confiscation d'un bien immobilier vaut désormais expulsion de la personne condamnée (mais pas des locataires ou occupants de bonne foi).
Le délai au cours duquel les victimes peuvent solliciter une indemnisation auprès de l'Agrasc est allongé à six mois (contre deux auparavant).

### Filmographie
- Le Parrain de Francis Ford Coppola
- Les Incorruptibles de Brian De Palma avec Kevin Costner, Sean Connery, Robert De Niro et Andy García
- Les Affranchis de Martin Scorsese avec Robert De Niro et Joe Pesci et Ray Liotta
- Casino de Martin Scorsese, avec Robert De Niro, Joe Pesci
- Scarface de Brian De Palma avec Al Pacino
- Donnie Brasco de Mike Newell avec Al Pacino et Johnny Depp
- Les Infiltrés de Martin Scorsese avec Jack Nicholson, Leonardo DiCaprio et Matt Damon
- Romanzo criminale de Michele Placido
- Aniki, mon frère de Takeshi Kitano
- Les Sentiers de la perdition de Sam Mendes
- Truands de Frédéric Schœndœrffer
- Les Promesses de l'ombre de David Cronenberg
- Gomorra de Matteo Garrone (basé sur le livre de Roberto Saviano)
- The King of New York de Abel Ferrara
- Election de Johnnie To
- Infernal Affairs de Alan Mak et Andrew Lau
- The Dark Knight : Le Chevalier noir de Christopher Nolan